# Peter Bernhard Piper
Peter Bernhard Piper, född 14 januari 1723 i Uppland, död 27 maj 1799, var en svensk militär.
Piper ingick som volontär vid artilleriet 1741, blev underlöjtnant vid regementet Royal suédois 1746 och deltog med detta i fälttågen i Flandern och Westfalen samt återvände som kapten. 
Under tiden hade han i Sverige avancerat till kapten i armén 1758, varefter han som löjtnant vid artilleriet 1760 deltog i pommerska kriget 1761. Han blev stabskapten 1771, förordnades året därefter till "place major" på Sveaborg och innehade 1780–1784 kommendantsbefattningen där. 
Utnämnd till överste i armén 1783 insattes han året därefter som generalintendent vid kommissariatet i Finland, där hela hans förmåga togs i anspråk under Gustav III:s ryska krig. Efter dess slut utnämndes han 1792 till guvernör för krigsakademien på Karlberg, blev generalmajor samma år och president i krigskollegium 1793. 
Han var en av de få från Gustav III:s tid som fann nåd hos förmyndarregeringen och befordrades av den.
Piper var son till kaptenen Henrik Berndt Piper och Ulrika Gråsten. Han gifte sig 1773 med Elsa Maria De la Motte. Han var farbror till Fredrik Magnus Piper. År 1776 blev Peter Bernhard och hans bror Gabriel Magnus adopterade på Henrik Pipers adliga ätt.